# Török Kálmán (főesperes)
Török Kálmán (Detk, 1865. november 11. – Eger, 1939. február 17.) gyöngyösi plébános, prépost-kanonok és főesperes, országgyűlési képviselő.

## Életútja
A gimnázium hat osztályát Gyöngyösön és Budapesten a piaristáknál, a VII. és VIII. osztályt mint növendékpap Egerben végezte a hittudományi tanfolyammal együtt. 1891-ben pappá szenteltetett; káplán és hitoktató volt Hevesbátor és Kistálya községekben. 1893-től egyházkerületi tanfelügyelőként működött. Innét 1894-ben Egerbe került a Foglár-féle érseki fiúnevelő intézet élére mint aligazgató. 1894-től 1899-ig az egri főszékesegyház hitszónoka volt. 1899-ben Gyöngyös város mint kegyúr plébánosává választotta. 1903-ban a középpatai egyházkerület kinevezte tanfelügyelőjévé és alesperessé. Az 1906. és 1910. évi választások országgyűlési képviselője volt függetlenségi és 48-as programmal 1918-ig. Gyöngyös város 1908-ban díszpolgárrá választotta. 1909-ben a király somogyi préposttá és patai főesperessé nevezte ki. 1915-ben egri kanonok lett és a káptalan jószágkormányzója, valamint Heves vármegye közigazgatási és törvényhatósági bizottságának tagja. 1919 májusában a kommunisták letartóztatták, megverték és mint túszt fogva tartották. 1926-ban az egri Egyházmegyei Takarékpénztár Rt. és a Gárdonyi Géza Irodalmi Társaság elnöke lett.
Már mint növendékpap vidéki lapokba irogatott és az egri irodalmi társulatban több dolgozatával pályadíjat nyert. Cikkei az Egri Egyházmegyei Közlönyben (1891. Hunyadi Mátyás kulturtörekvései, 18912. A kegyúri jog nő-alanya). Egyházjogi munkatársa volt a Magyar Jogi Lexikonnak.

## Munkái
- A kath. autonomiai mozgalmak története Magyarországon. Eger, 1893 (Ism. Kath. Szemle)
- A magyarországi katholikus egyházi vagyon tulajdonjoga. 800 koronával jutalmazott pályamunka. Uo. 1897 (két kiadás ért. Ism. Kath. Szemle)
- Isten háta = menny kapuja. Egyházi beszéd. A gávai templom fölszentelésén 1898. okt. 30. Uo. 1898
- A jogász érsek (Dr. Samassa József). Bpest, 1898 (Különny. a Hittud. Folyóiratból)
- Ünnepi beszéd a Hevesm. gazd. egyesület 1898. szept. 6. tartott jubiláris közgyűlésén. 1858-1898. Gyöngyös, 1898
- A boldogság útjain. Két szent beszéd. Eger, 1899
- A Paulai Szent Vincéről nev. irgalmas nővérek vez. gyöngyösi r. k. el. Mária-tanoda és Fehérváry-ávaház növendékeinek 1899/1900 é. érdemsorozata. (Ig.) Gyöngyös, 1900
- A Paulai Szent Vincéről nev. irgalmas nővérek vez. gyöngyösi Fehérváryné-féle r. k. int. el. isk. növendékeinek 1902/03–1910/11 é. érdemsorozata/ért. (Közzétette) (9 db.) Gyöngyös, 1903–1911
- Ogy. képviselő ünnepi beszéde a hevesmegyei gazd. egyes. 1908. IX. 6-án tartott jubiláris közgyűlésén. Gyöngyös, 1908
- A Mária-tanoda. Eger, 1914
- Filmképek. [Rómáról] Eger, 1928 (Klny. Egri Egyhm. Közl.)
- Látogatás az Egri Érs. Liceum Múzeumában. Uo., 1929
- Pásztortüzek. Alkalmi beszédek. Vázlatok. Uo., 1931 (A Gárdonyi Társ. kiadása)
- Szoros a kapu és keskeny az út. Uo., 1937